# Kwas chlorawy
Kwas chlorawy, HClO2 – nieorganiczny związek chemiczny z grupy kwasów tlenowych.
Kwas chlorawy jest słabym, nietrwałym kwasem o silnych własnościach utleniających. Nie ma swojego bezwodnika kwasowego z powodu jego nietrwałości.
Rozkłada się zgodnie z równaniem:
3HClO2 → 2HClO3 + HCl
Tworzy się w reakcji dwutlenku chloru (ClO2) z nadtlenkiem wodoru (który służy tu jako reduktor):
2ClO2 + H2O2 → 2HClO2 + O2
Może też powstawać w reakcji dysproporcjonowania dwutlenku chloru z wodą:
2ClO2 + H2O → HClO2 + HClO3
Jego sole, chloryny, są trwalsze od kwasu. Także są silnymi utleniaczami. Przykładem jest chloryn sodu (NaClO2), dostępny handlowo jako środek do bielenia tkanin i dezynfekcji.